# Marcin Orlicki
Marcin Karol Orlicki (ur. 1970) – polski prawnik, radca prawny, doktor habilitowany nauk prawnych, specjalista w zakresie prawa cywilnego, prawa ubezpieczeniowego i prawa odszkodowawczego, profesor nadzwyczajny Uniwersytetu im. Adama Mickiewicza. Współautor założeń reformy i tekstu projektu ustawy nowelizującej Kodeks cywilny w części dotyczącej umowy ubezpieczenia.

## Życiorys
W 1994 ukończył studia prawnicze na Wydziale Prawa i Administracji Uniwersytetu im. Adama Mickiewicza w Poznaniu. Dwa lata później uzyskał tytuł LL.M. po ukończeniu uzupełniających studiów z zakresu prawa na Uniwersytecie Poczdamskim. W 1998 ukończył studia w zakresie zarządzania i marketingu na macierzystym wydziale oraz zdał egzamin sędziowski. 
W 2001 zdał egzamin radcowski oraz uzyskał stopień doktorski na podstawie pracy pt. Umowa ubezpieczenia, której promotorem była prof. Janina Panowicz-Lipska. Stopień doktora habilitowanego nauk prawnych uzyskał w 2012 na podstawie dorobku naukowego i rozprawy pt. Ubezpieczenia obowiązkowe.
Pracował w Europejskiej Wyższej Szkole Biznesu w Poznaniu. Pracuje na stanowisku profesora nadzwyczajnego w Katedrze Prawa Cywilnego, Handlowego i Ubezpieczeniowego Wydziału Prawa i Administracji UAM. W strukturach UAM sprawował funkcję zastępcy przewodniczącego Uczelnianej Odwoławczej Komisji Dyscyplinarnej dla Studentów oraz kierownika Podyplomowego Studium Prawa Prywatnego.
Odbył staże naukowe na Uniwersytecie Hamburskim (2006), Europejskim Uniwersytecie Viadrina (2008), Uniwersytecie Ludwika i Maksymiliana w Monachium (2008, 2009) oraz Wolnym Uniwersytecie Berlińskim (2009, 2010).
Jest redaktorem naczelnym „Prawa Asekuracyjnego” oraz członkiem rady naukowej „Rozpraw Ubezpieczeniowych”. Jest członkiem Rady Naukowej Sekcji Polskiej Association Internationale de Droit des Assurances oraz Versicherungswissenschaftlicher Verein in Hamburg e.V.. 
Sprawuje funkcję sędziego Sądu Polubownego przy Rzeczniku Ubezpieczonych (od 2007) oraz przy Komisji Nadzoru Finansowego (od 2013). Współpracuje z Urzędem Komisji Nadzoru Ubezpieczeń i Funduszy Emerytalnych oraz Urzędem Komisji Nadzoru Finansowego w sprawie opiniowania zgodności z prawem i interesem ubezpieczającego ogólnych warunków ubezpieczeń. Od 2016 jest partnerem w kancelarii SMM Legal (Sójka, Maciak, Mataczyński), w której kieruje Departamentem Prawa Ubezpieczeń Gospodarczych. Ekspert Zespołu Problemowego Komisji Kodyfikacyjnej Prawa Cywilnego przy Ministrze Sprawiedliwości do spraw reformy regulacji umowy ubezpieczenia w Kodeksie cywilnym. 
Za działalność na rzecz konsumentów usług ubezpieczeniowych oraz macierzystego wydziału był wyróżniany nagrodami Rzecznika Ubezpieczonych (2007, 2010) oraz dziekana Wydziału Prawa i Administracji UAM (2011). 

## Publikacje
- Przewłaszczenie na zabezpieczenie, wyd. 1996, ISBN 83-901157-4-3
- Umowa ubezpieczenia, wyd. 2002, ISBN 83-7247-979-8
- Europejski system dochodzenia roszczeń ubezpieczeniowych za wypadki komunikacyjne za granicą. Komentarz (współautor wraz z J. Orlicką), wyd. 2003, ISBN 83-89073-43-9
- Umowa ubezpieczenia. Komentarz do nowelizacji kodeksu cywilnego (wraz z J. Pokrzywniakiem), wyd. 2008, ISBN 978-83-7526-845-4
- Ubezpieczenia obowiązkowe, wyd. 2011, ISBN 978-83-264-1406-0